# Свистящий язык
Свистящие языки — языки, использующие свист для эмуляции речи и для коммуникации.
Свистящий язык является дополнительным по отношению к обычному разговорному языку. Свистящие языки встречаются во многих местах мира, особенно в горных районах, так как в горах из-за особенностей акустики свист способен распространяться на большие расстояния. Свистящие языки особенно часто сопутствуют тональным языкам, где свистящие языки передают тоны слогов (тональные мелодии слов). Это может происходить потому, что в тональных языках тональная мелодия несёт в себе большую функциональную нагрузку, в то время как нетональная фонология меньше информации. Генезис свистящего языка не задокументирован и не изучен.

## Методы
Свистящие языки отличаются в зависимости от того, является ли соответствующий разговорный язык тональным или нет. В соответствии с этим, свистящий язык может быть либо тональным, либо артикуляционным, либо и тем, и другим.
Тональные языки часто лишаются артикуляции, сохраняя лишь такие надсегментарные особенности, как долгота и тон, и тогда в свистящих языках сохраняется только мелодичная линия речи. Таким образом свистящие тональные языки передают фонематическую информацию исключительно через тон, долготу и, в меньшей степени, через ударение, а большинство сегментарных фонематических отличий теряются.
В не-тональных языках сохраняются артикулярные особенности речи, а тембровые отличия, передающиеся в обычной речи движением языка и мягкого нёба, передаются высотой звука. Некоторые согласные могут произноситься при свисте, меняя свистящий звук, подобно тому, как в разговорном языке гласные меняют прилегающие к ним согласные.
В одном и том же языке можно использовать различные стили свиста. Сочиапамский чинантекский язык имеет три разных слова для свистящей речи: sie3 для свиста языком от альвеолярного хребта, jui̵32 для губного свиста и juo2 для свиста пальцами во рту. Они используются для связи на различные расстояния. Кроме того, существует разновидность громкого фальцета (hóh32), который используется как свистящая речь.
Выразительность свистящей речи, вероятно, отличается от разговорной речи. Например, в некоторых тональных языках всего с несколькими тонами свистящие послания обычно состоят из стереотипных или иных стандартизированных проработанных выражений, которые зачастую должны повторяться. Тем не менее, в языках, которые являются тональными в значительной степени, и передают большую часть своей информации через высоту звука даже в разговорных языках (например, как масатекский или йоруба), целые длительные переговоры могут быть свистящими. Даже в нетональных языках, как показывают измерения, с помощью свистящей речи можно достичь высокого уровня взаимопонимания (90 % предложений в греческом языке и такое же количество в турецком языке).
В континентальной Африке речь может передаваться не только путём свиста, но и с помощью музыкальных инструментов, из которых наиболее известен «говорящие барабаны». Барабанами также могут пользоваться гриоты для пения хвалебных песен или для связи внутри посёлка, а для обычных разговоров на расстоянии используется свистящая речь. Собеседники могут переключаться с устной речи на свистящую даже в середине предложения.

## Примеры
Язык сильбо гомеро на острове Гомера на Канарских островах, основанный на испанском языке, является одним из наиболее изученных свистящих языков. Количество звуков (или фонем) в этом языке является предметом разногласий, и варьируется с двух до пяти гласных и с четырёх до девяти согласных. Это изменение может отражать различия в способностях носителей языка, и в методах, используемых для установления различий между фонемами. Работа Мейера разъясняет эту дискуссию, предоставляя первые статистические анализы произношения различными носителями, а также психолингвистические тесты идентификации гласных.
Другие свистящие языки существуют или существовали в таких частях мира, как Турция (Kuşköy — «Деревня птиц»), Франция (деревня Аас на Пиренеях), Мексика (масатекские и чинантекские языки в штате Оахака), Южная Америка (язык пирахан), Азия (чепанг в Непале) и Новая Гвинея. Они особенно распространены сегодня в некоторых регионах Западной Африки, где широко используются в языках с большим количеством носителей, например йоруба и эве. Даже французский язык имеет свистящую форму в некоторых районах Западной Африки.

### В Африке
Кроме Западной Африки и Канарских островов свистящая речь присутствует в некоторых частях Южной и Восточной Африки.
Большинство из нескольких сотен свистящих языков основаны на тональных языках.
В свисте сохраняется только тон речи, такие характеристики, как артикуляция и фонация, теряются. Они заменяются такими функциями, как ударение и ритмические отличия. Однако, некоторые языки, например в народе аас в Зезуру, который говорит на шона-подобном диалекте, включают в себя артикуляцию согласных, чтобы прерывать поток свиста. Похожим языком является свистящий язык тсонга, на котором говорят в горной местности южной части Мозамбика.

## Использование и культурный статус
Одна из самых ранних записей о свистящей речи  в «Анабасисе» Ксенофонта. Путешествуя по территории древнего племени на южном побережье Черного моря в 400 г. до н.э., он пишет, что жители, используя свист, могли слышать друг друга на большом расстоянии через долины.
В греческой деревне Антиа осталось всего несколько человек, владеющих свистящим языком, но в 1982 им владело всё население деревни.
Свистящая речь может быть весьма высоко оценена в культуре. В сочиапамском чинантекском языке крик является очень редким. Мужчины в этой культуре подвергаются штрафу, если они не владеют свистящим языком достаточной степени, чтобы выполнять некоторые городские работы. Они могут свистеть ради удовольствия в ситуациях, или в ситуациях, когда обычная речь не может быть услышана, или же в присутствии постороннего, если тот не знает языка свиста и не должен понять, о чём говорят хозяева.
В сочиапамском чинантекском языке штата Оахаса, и других местах в Мексике, а также, по некоторым сообщениям, в Западной Африке, свистящая речь — это мужской язык: хотя женщины и могут его понимать, они им не пользуются.
Хотя свистящие языки — это не секретные коды или тайные языки (за исключением свистящего языка, который использовался инсургентами ньяньигос на Кубе во время испанского завоевания), их можно использовать для скрытой связи в некоторых ситуациях. Известно о фермерах в Аасе во время Второй мировой войны, или в Ла-Гомера, которые в состоянии были скрыть доказательства таких преступлений, как разбавление молока, потому что они были предостережены свистящим языком о приближении полиции.

## Экология
Свистящие языки обычно используются в труднодоступных горных местностях, с медленной или проблемной связью, низкой плотностью населения и/или рассеянным заселением и другими изолирующими особенностями, такие как необходимость выпаса скота и сельскохозяйственных работ на отдалённых горных склонах. Совсем недавно свистящие языки были обнаружены также в густых лесах Амазонки, где он заменяет обычную речь в деревнях во время охоты или рыбалки, преодолевая давление акустической среды.
Основным преимуществом свистящей речи является то, она позволяет носителю языка охватывать гораздо большие расстояния (обычно 1-2 километра, до 5 километров в горах, и меньше в лесах), чем обычная речь, без деформации, свойственной для крика. Наибольший диапазон свиста достигается в горном ландшафте — в районах, в которых чаще всего используется свистящий язык. Во многих районах, где используются свистящие языки, прилагаются большие усилия, чтобы сохранить древние традиции на фоне быстро развивающихся телекоммуникационных систем.

## Физика
Свистящий тон по существу является простым колебанием (синусоидой), и, таким образом, варьирование тембра невозможно. Нормальная артикуляция губами при обычном свисте относительно легка, хотя движение губ вызывает постоянную лабиализацию, делая проблематичным произношение губных и губно-зубных согласных (p, b, m, f и так далее).
Все фонемы в языке сильбо гомеро являются полугласными, которые раличаются по долготе, контуру и высоте, и даже гласные фонемы имеют непостоянную высоту звука. В нетональном языке сегменты могут отличаться следующим образом:
- Гласные заменяются набором относительных диапазонов тона, которые отслеживаются формантой f2 разговорного языка.
- Ударение выражается высоким тоном, либо долготой
- Согласные произносятся плавным изменением высоты различной долготы, и присутствием или отсутствием полной смычки. Губные взрывные согласные заменяются смычкой диафрагмы, либо полной гортанной смычкой[1].

## Список свистящих языков
В следующем списке приводится перечень языков, которые существуют или существовали в свистящей форме или этнических групп, которые говорят на этих языках. В некоторых случаях (например, чинантекские языки), свистящая речь — это важная и неотъемлемая часть языка и культуры. В других языках (например, язык науатль) её роль гораздо меньше.
- Америка
  - Аляска: юпикские языки
  - США: таос
  - Мексика: амусго, чинантекский язык, чольский язык, кикапу, масатекские языки, науатль, отоми, саюла-пополука, тепеуа, тотонакский язык, сапотекские языки, свистящий испанский язык в Тлакскала
  - Боливия: сирионо
  - Колумбия: десано
  - Бразилия: пирахан
- Азия
  - Китай: бай
  - Вьетнам: хмонг
  - Бирма: чин
  - Непал: чипанг
  - для сибирского народа юпик острова Святого Лаврентия, см. юпик на Аляске, упомянутый выше
- Европа и Канарские острова
  - Франция (деревня Аас, Пиренеи): окситанский язык
  - Греция (деревня Антия на острове Эвбея)
  - Испания (Гомера, Иерро, Канарские острова): сильбо гомеро
  - Турция[7]: турецкий язык (деревня Кушкёй)
- Африка
  - Эфиопия: бенч
  - Западная Африка: бафиа, бапе, бирифор, бобо, бурунси, дагури, диола, эве, фон, марка, нгве, акан, тши, уле (среди других)
  - Гана: нчумбуру
  - Нигерия: йоруба
  - Камерун: гбая, духваайо, мофу
- Океания
  - Новая Гвинея: гадсуп, бинумариен, абау, полопа, телефол, баузи (возможно, таирора и нарак, по последним сообщениям связаны с общением с духами)

## В популярной культуре
Сюжет румынского криминального триллера Свистуны выстроен вокруг изучения и использования языка Сильбо гомеро.